# Burnaby
Burnaby (223 218 ab. nel 2011) è una città del Canada, capoluogo dell'area metropolitana di Vancouver, in Columbia Britannica.
Terza città della provincia per numero d'abitanti dopo Surrey e la stessa Vancouver, pochi chilometri a est della quale si trova, fu incorporata nel 1892 per ricevere esattamente un secolo dopo, nel 1992, il titolo di città. Per la presenza di diversi spazi verdi, è anche chiamata "città dei parchi".
.
All'atto della sua incorporazione la città prese nome da Robert Burnaby, segretario del primo governatore della Columbia Britannica, Richard Moody.
Nei decenni successivi la crescita di Burnaby fu condizionata dallo sviluppo urbano delle vicine città di Vancouver e New Westminster, in quanto dapprima ne servì come mercato agricolo, poi come importante corridoio per le vie di comunicazione tra Vancouver, la Fraser Valley e le zone interne della provincia; inoltre Burnaby, insieme a North Vancouver e Richmond, assolve l'importante funzione di assorbimento delle ondate migratorie che negli anni si sono riversate su Vancouver.

## Geografia
Capitol Hill e le montagne della North Shore, viste da Deer Lake Park
Burnaby occupa 98,6 chilometri quadrati e si trova al centro geografico dell'area di Metro Vancouver e sede del governo regionale di Metro Vancouver a Metrotown. Situata tra la città di Vancouver a ovest e Port Moody, Coquitlam e New Westminster a est, Burnaby è delimitata rispettivamente da Burrard Inlet e dal fiume Fraser a nord ea sud. Burnaby, Vancouver e New Westminster occupano collettivamente la maggior parte della penisola di Burrard. L'elevazione di Burnaby varia dal livello del mare a un massimo di 370 metri in cima al monte Burnaby. A causa della sua altitudine, la città di Burnaby ha in genere un po' più di neve durante i mesi invernali rispetto alle vicine Vancouver o Richmond. Nel complesso, il paesaggio fisico di Burnaby è costituito da colline, creste, valli e una pianura alluvionale. Le caratteristiche del territorio e le relative posizioni hanno influenzato l'ubicazione, il tipo e la forma di sviluppo della città.
Burnaby ospita molte aziende industriali e commerciali. Il più grande centro commerciale della Columbia Britannica (e il secondo del Canada), Metropolis at Metrotown, si trova a Burnaby. Tuttavia, il rapporto di Burnaby tra i parchi e i residenti è uno dei più alti del Nord America. Mantiene anche alcuni terreni agricoli, in particolare lungo gli appartamenti del litorale di Fraser nel quartiere di Big Bend lungo il suo perimetro meridionale.

### Parchi, fiumi e laghi
I principali parchi e corsi d'acqua di Burnaby includono Central Park, Robert Burnaby Park, Kensington Park, Burnaby Mountain, Still Creek, il fiume Bruna, Burnaby Lake, Deer Lake e Squint Lake.

### Clima
La stazione meteorologica della Simon Fraser University di Burnaby si trova a 365 metri sul livello del mare sulla montagna di Burnaby. Pertanto, i record climatici sono più freschi e umidi, con più nevicate, rispetto al resto della città.
Burnaby ha un clima oceanico (Cfb) con estati miti e secche e inverni freschi e piovosi.

## Società

### Evoluzione demografica
Burnaby ha delle grandi comunità di immigrati, come gli italiani che risiedono a North Burnaby e asiatici (cinesi e coreani) ed ex-iugoslavi che risiedono nei quartieri meridionali. In base al censimento del 2006, il 54% della popolazione di Burnaby ha una lingua madre diversa dall'inglese e dal francese. Il 35% della popolazione non è religioso, il 21% è cattolico, il 20% è protestante.

## Amministrazione

### Gemellaggi
Burnaby è gemellata con:
- Gatineau, Canada
- Kushiro, Giappone
- Mesa, Stati Uniti d'America.